# Джиоев, Ахсар Муратович
Ахсар Муратович Джиоев (род. 6 марта 1977, Цхинвали) — югоосетинский политик, министр иностранных дел Республики Южная Осетия (с 2022).

## Биография
Родился 6 марта 1977 года в Цхинвале.
В 1999 году окончил исторический факультет Юго-Осетинского Государственного университет им. А. А. Тибилова и до 2003 года работал сначала в должности консультанта, а затем — заместителем Председателя Комитета по делам религий при Правительстве Республики Южная Осетия.
С июля 2001 по октябрь 2009 года был начальником протокольного управления Министерства иностранных дел Республики Южная Осетия.
С октября 2009 по январь 2016 года был в должности советника по связям с государственными и общественными организациями Посольства Республики Южная Осетия в Российской Федерации.
С января 2016 года был советником-посланником Посольства Республики Южная Осетия в Российской Федерации.
15 августа 2022 года указом президента Республики Южная Осетия А. Э. Гаглоева Джиоев Ахсар Муратович назначен на должность министра иностранных дел Республики Южная Осетия.

## Награды
- Отмечен ведомственными и государственными наградами Республики Южная Осетия.
- Медаль «За отличие в труде» награда Приднестровской Молдавской Республики.

## Публикации
- Южный Кавказ в системе геоэнергетических координат Запада // Международная экономика. — 2024. — № 6.